# ريكونا ويليامز
ريكونا ويليامز (بالإنجليزية: Riquna Williams)‏ مواليد 28 مايو 1990 في باهوكي، هي لاعبة كرة سلة أمريكية. بدأت مسيرتها الاحترافية في سنة 2012. أُختيرت من قبل فريق تلسا شوك خلال الدرافت. تلعب مع لوس أنجلوس سباركس في دوري الاتحاد الوطني لكرة السلة النسائية كلاعب هجوم خلفي. لعبت مع تلسا شوك ولوس أنجلوس سباركس.

## روابط خارجية
- ريكونا ويليامز على موقع الاتحاد الوطني لكرة السلة النسائية (الإنجليزية)
- ريكونا ويليامز على موقع كرة السلة الأوروبية.كوم (الإنجليزية)
- ريكونا ويليامز على موقع كلية كرة السلة في سبورتس رفرنس.كوم (الإنجليزية)
- ريكونا ويليامز على موقع بروبوليرز (الإنجليزية)
- ريكونا ويليامز على موقع سبورتس رفرنس (الإنجليزية)